# Mezinárodní filmový festival Bratislava

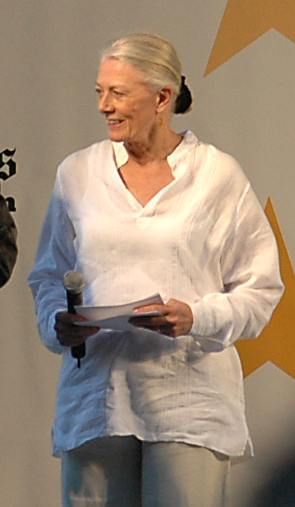
Vanessa Redgrave převzala Ocenění za uměleckou výjimečnost ve světové kinematografii v roce 2005

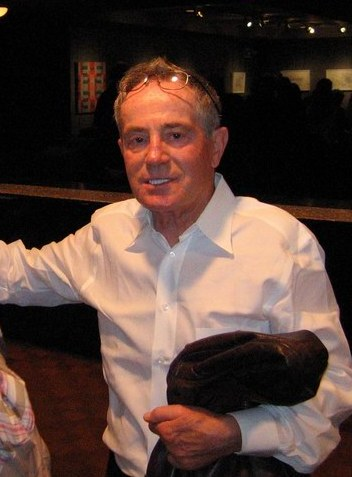
Jan Tříska převzal Ocenění za uměleckou výjimečnost ve světové kinematografii v roce 2006

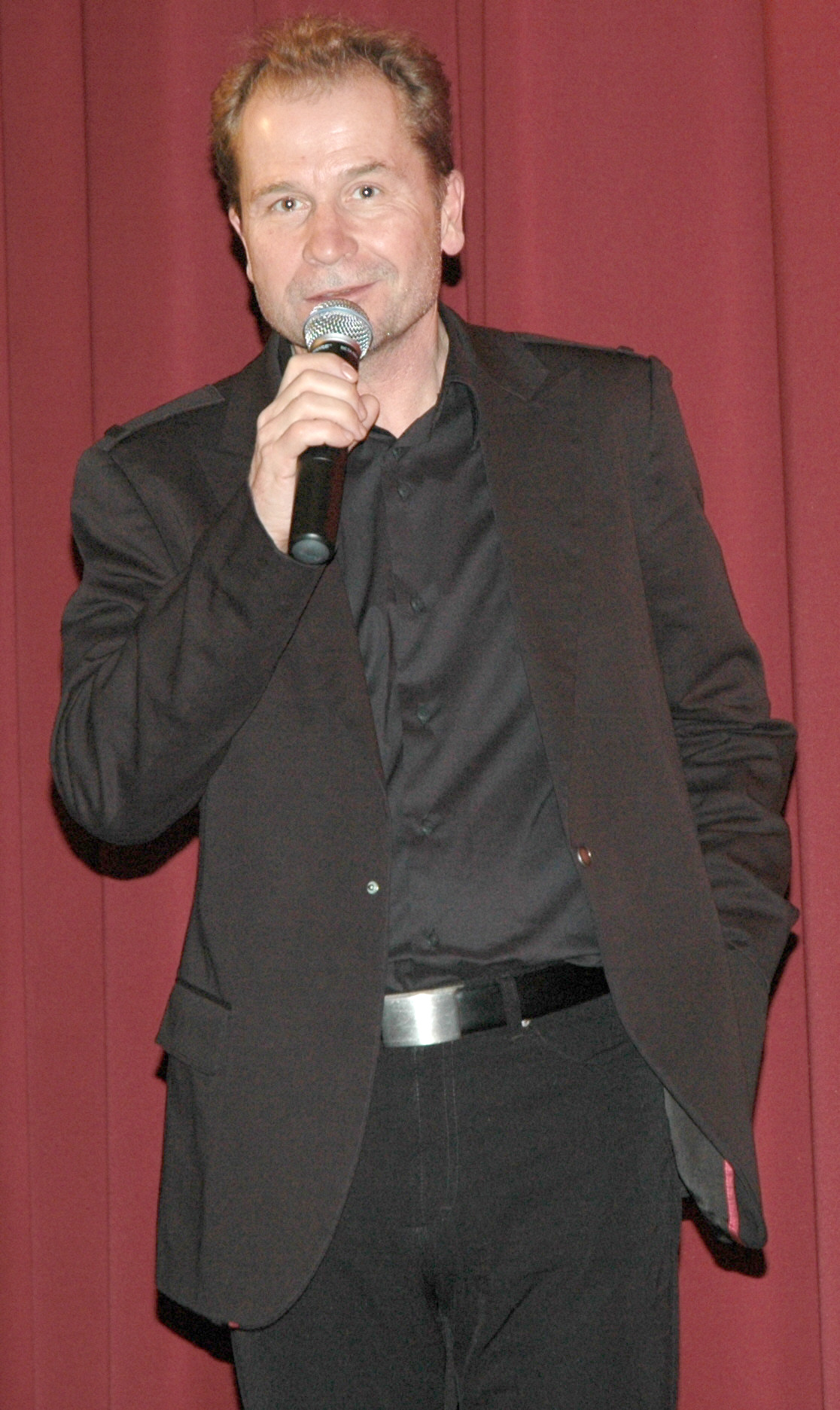
Ulrich Seidl převzal Ocenění za uměleckou výjimečnost ve světové kinematografii v roce 2007

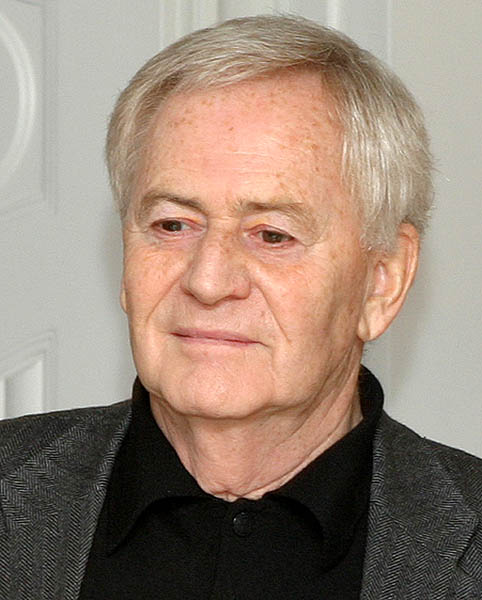
István Szabó převzal Ocenění za uměleckou výjimečnost ve světové kinematografii v roce 2008

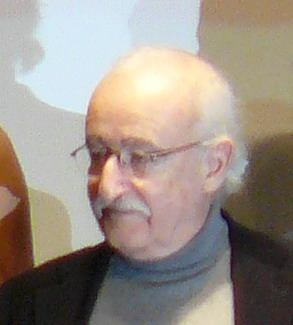
Juraj Herz převzal Ocenění za uměleckou výjimečnost ve světové kinematografii v roce 2009

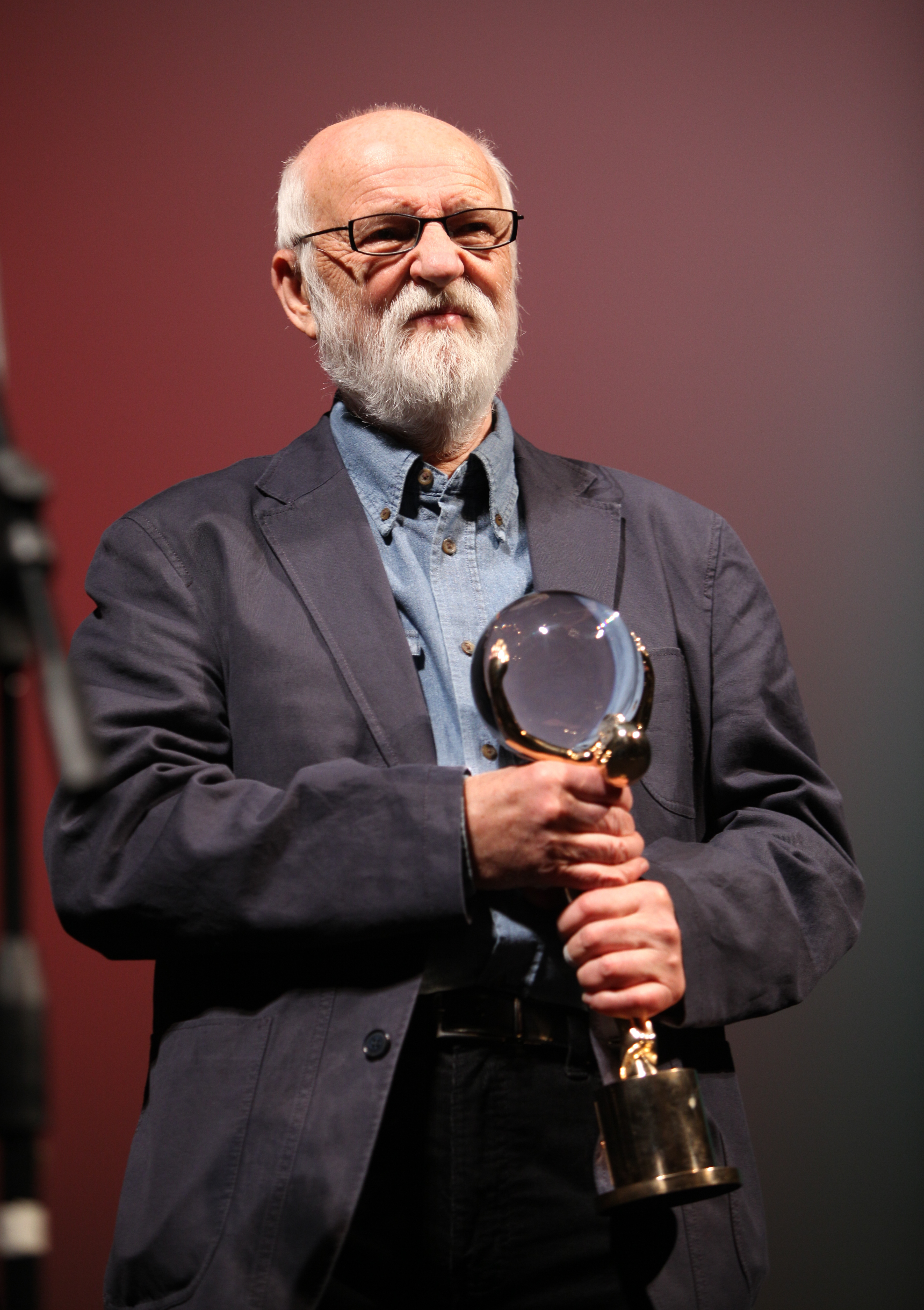
Jan Švankmajer převzal Ocenění za uměleckou výjimečnost ve světové kinematografii v roce 2010

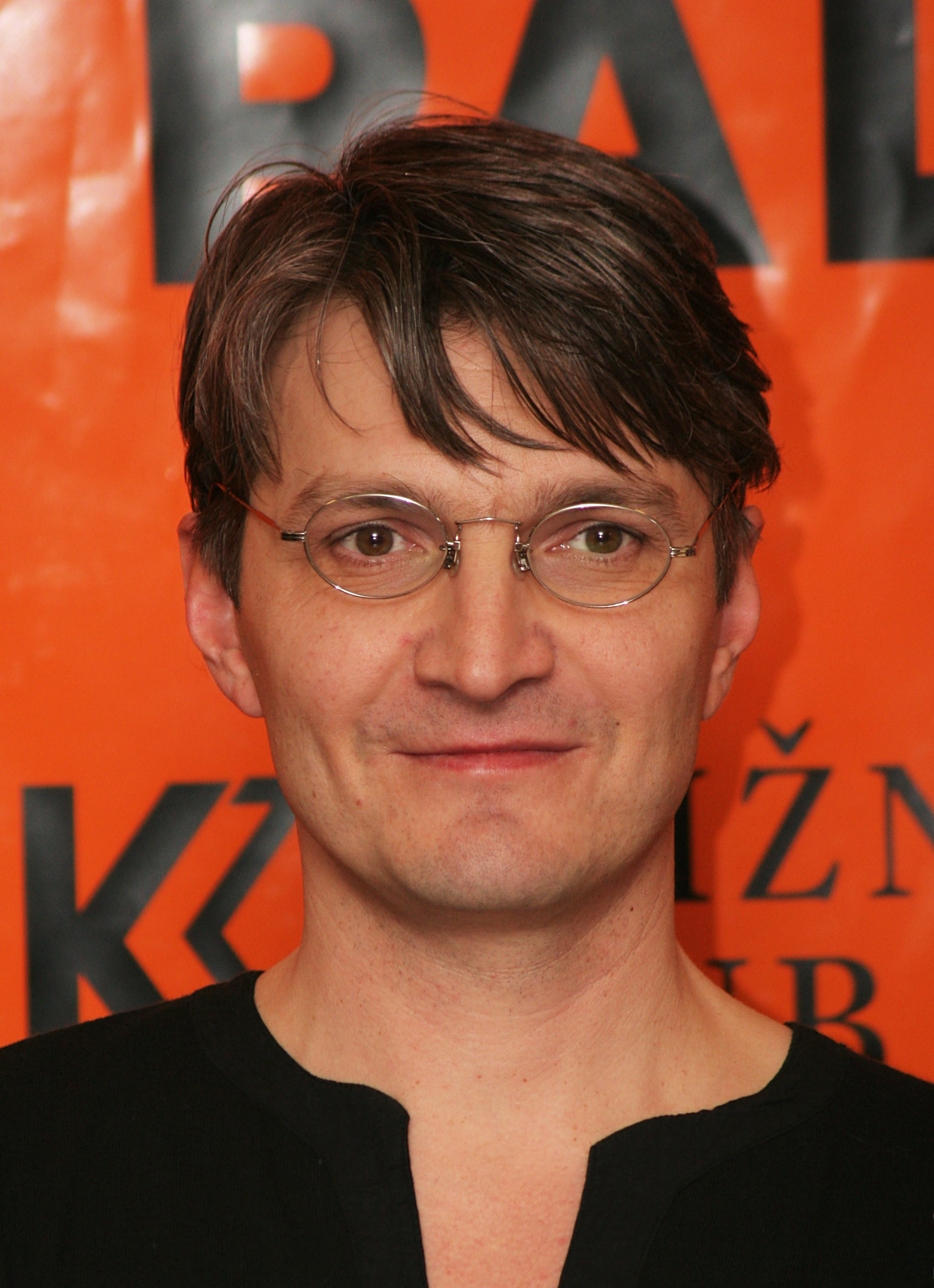
Jan Svěrák s otcem převzali Ocenění za uměleckou výjimečnost ve světové kinematografii v roce 2011

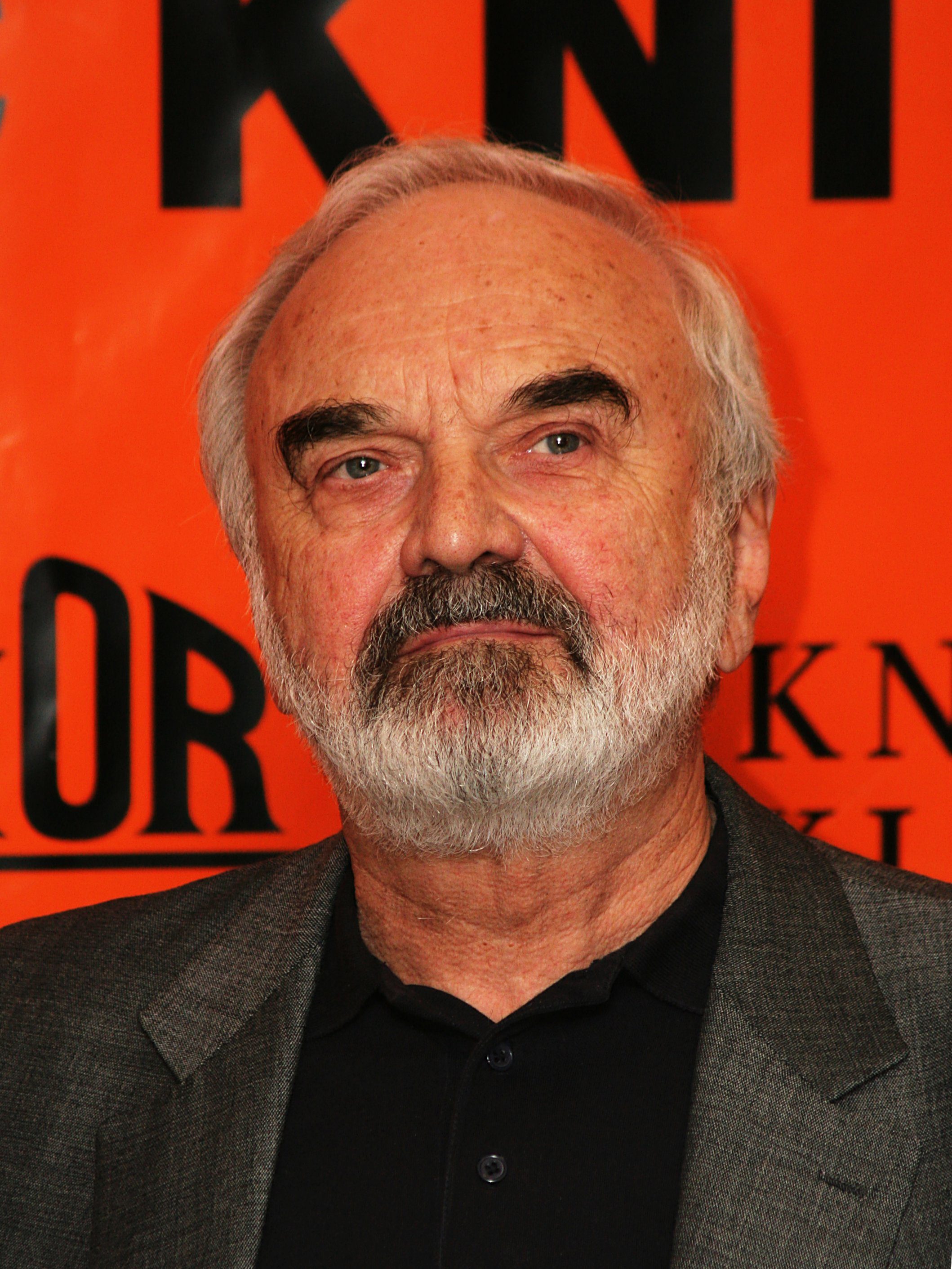
Zdeněk Svěrák se synem převzali Ocenění za uměleckou výjimečnost ve světové kinematografii v roce 2011

Mezinárodní filmový festival Bratislava (anglicky International Film Festival Bratislava, zkratka IFFBA), známý také jako Bratislavský filmový festival, je mezinárodní přehlídka filmů, která se koná koncem podzimu v Bratislavě na Slovensku. První ročník se uskutečnil v roce 1999. Jde o soutěžní festival, se třemi soutěžními sekcemi:
1. Mezinárodní soutěž prvních a druhých hraných filmů, ve které již od 1. ročníku soutěží díla začínajících filmařů. Podle statutu se v této soutěži udělují 4 ceny:
  - GRAND PRIX za nejlepší film
  - Cena pro nejlepšího režiséra (původně Zvláštní cena za režii)
  - Cena za nejlepší ženský herecký výkon
  - Cena za nejlepší mužský herecký výkon
2. Mezinárodní soutěž dokumentárních filmů, od 11. ročníku (2009) s udělováním ceny:
  - Cena za nejlepší dokumentární film
3. Mezinárodní soutěž krátkých filmů, od 11. ročníku (2009) s udělováním ceny:
  - Cena za nejlepší krátký film

Kromě uvedených statutárních cen se na festivalu udělují i jiná ocenění a uznání. Od 7. ročníku (2005) je to i Ocenění za uměleckou výjimečnost ve světové kinematografii.

## Mezinárodní soutěž prvních a druhých hraných filmů

### Soutěžní filmy
Soutěže se mohou zúčastnit filmy, které splňují následující podmínky (ve znění statutu 10. ročníku):
- dlouhometrážní film s celkovou délkou nad 60 minut
- debut nebo druhý film režiséra
- šířený na 35 mm nosiči
- natočený v podmínkách profesionální nebo nezávislé produkce
- vyrobený nebo s datem premiéry nejdříve 1. ledna předešlého roku (do roku 2004 méně než 2 roky před termínem festivalu)

Přihlašované filmy mohou být před soutěží prezentovány i na jiných mezinárodních akcích.

### Oceněné filmy
Názvy níže uvedených oceněných filmů jsou uvedeny v pořadí český název / anglický název / originální název. V případě, že se názvy shodují, nejsou uvedeny všechny tři.

#### 1. ročník
- GRAND PRIX za nejlepší film: Červený trpaslík / Le nain rouge (režie Yvan Le Moine, Belgie)
- Zvláštní cena za režii: Victor Gaviria – Prodavačka růží / La venderora de rosas (Kolumbie)
- Cena za nejlepší ženský herecký výkon: Leidy Tabares – Prodavačka růží
- Cena za nejlepší mužský herecký výkon: Pavel Liška – Návrat idiota / Return of the Idiot (režie Saša Gedeon, Česko)

#### 2. ročník
- GRAND PRIX za nejlepší film: Krysař / Ratcatcher (režie Lynne Ramsay, Spojené království)
- Zvláštní cena za režii: Lee Chang-dong – Mentolky / Peppermint Candy / Bakha satang (Jižní Korea, Japonsko)
- Cena za nejlepší ženský herecký výkon: Mandy Matthewsová – Krysař
- Cena za nejlepší mužský herecký výkon: Sol Kyung-gu – Mentolky

#### 3. ročník
- GRAND PRIX za nejlepší film: Dcery slunce / Dakhtaran-e Khorshid (režie Maryam Shahriar, Írán)
- Zvláštní cena za režii: Ulrich Seidl – Psí dny (Rakousko) a Damien Odoul – Hluboký dech (Francie)
- Cena za nejlepší ženský herecký výkon: Dina Korzun – Poslední útočiště / Last Resort (Velká Británie)
- Cena za nejlepší mužský herecký výkon: Peter Musevski – Chléb a mléko / Bread and Milk / Kruh in mleko (Slovinsko)

#### 4. ročník
- GRAND PRIX za nejlepší film: Japonsko / Japan / Japón (režie Carlos Reygadas, Mexiko, Španělsko)
- Zvláštní cena za režii: Yee Chin-yen – Křižovatka modrá brána / Blue Gate Crossing / Lans da men (Tchaj-wan, Francie)
- Cena za nejlepší ženský herecký výkon: Oksana Akinšina a Káťa Gorina – Sestry / The Sisters / Sjostry (režie Sergej Bodrov ml., Rusko)
- Cena za nejlepší mužský herecký výkon: Dan Condurache – Boží polibky / God Kisses us on the Mouth Every Day / In fiecare zi dumnezeu ne saruta pe gura (režie Sinisa Dragin, Rumunsko)

#### 5. ročník
- GRAND PRIX za nejlepší film: Nuda v Brně / Bored in Brno (režie Vladimír Morávek, Česko)
- Zvláštní cena za režii: Li Yang – Slepá šachta / Blind Shaft / Mang jing (Hongkong, Čína, Německo)
- Cena za nejlepší ženský herecký výkon: Kateřina Holánová – Nuda v Brně
- Cena za nejlepší mužský herecký výkon: Maruf Pulodzoda – Anděl na pravé straně / Angel on the Right / Farishtay kifti rost (režie Džamšed Usmonov, Tádžikistán, Francie, Švýcarsko, Itálie)

#### 6. ročník
- GRAND PRIX za nejlepší film: Or (Můj Poklad) / Or (My Treasure) / Or (Mon trésor) (režie Keren Yedaya, Izrael, Francie)
- Cena za nejlepší režii: Atiq Rahimi – Země a popel / Earth and Ashes / Khakestar-o-Khak (Afghánistán, Francie)
- Cena za nejlepší ženský herecký výkon: Lindsay Duncan a Paula Sage – Život poté / Afterlife (režie Alison Peebles, Velká Británie)
- Cena za nejlepší mužský herecký výkon: Pietro Sibille – Santiagovy dny / Days of Santiago / Dias de Santiago (režie Josué Méndez, Peru)

#### 7. ročník
- GRAND PRIX za nejlepší film: Jeskyně žlutého psa / The Cave of the Yellow Dog / Die Höhle des gelben Hundes (režie Byambasuren Davaa, Německo, Mongolsko)
- Cena za nejlepší režii: George Clooney – Dobrou noc a hodně štěstí / Good Night and Good Luck (USA)
- Cena za nejlepší ženský herecký výkon: Stephanie James – Způsob života / A way of Life (režie Amma Asante, Velká Británie)
- Cena za nejlepší mužský herecký výkon: Pavel Liška – Štěstí / Something Like Happines (režie Bohdan Sláma, Česko, Německo)

#### 8. ročník
- GRAND PRIX za nejlepší film: 4:30 (režie Royston Tan, Singapur, Japonsko)
- Cena pro nejlepšího režiséra: Amat Escalante – Krev / Blood / Sangre (Mexiko, Francie)
- Cena za nejlepší ženský herecký výkon: Hermine Guedes – Sueli na nebi / Sueli in the Sky / O Céu de Sueli (režie Karim Ainouz, Brazílie, Německo, Portugalsko, Francie)
- Cena za nejlepší mužský herecký výkon: Antoni Pawlicki – Z louže do bláta / Retrieval / Z Odzysku (režie Slawomir Fabicka, Polsko)

#### 9. ročník
- GRAND PRIX za nejlepší film: Slepá hora / Blind Mountain / Mang shan (režie Li Yang, Čína, Hongkong, Německo, 2007)
- Cena pro nejlepšího režiséra: Veiko Ounpuu – Podzimní bál / The Autumn Ball / Sügisball (Estonsko, 2007)
- Cena za nejlepší ženský herecký výkon: Julie Kolbeck – Umění plakat / The Art of Crying / Kunsten at graede i kor (režie Peter Schonau Fog, Dánsko, 2006)
- Cena za nejlepší mužský herecký výkon – Sam Riley – Control (režie Anton Corbijn, Velká Británie, 2007)

#### 10. ročník
- GRAND PRIX za nejlepší film: Sváteční srpnový oběd / Mid-August Lunch / Pranzo di Ferragosto (režie Gianni Di Gregorio, Itálie, 2008)
- Cena pro nejlepšího režiséra: Amat Escalante – Bastardi / The Bastards / Los Bastardos (Mexiko, Francie, USA, 2008)
- Cena za nejlepší ženský herecký výkon: Nada Abou Farhat – Pod bombami / Under the Bombs / Sour le Bombes (režie Philippe Aractingi, Libanon, Francie, Velká Británie, Belgie, 2007)
- Cena za nejlepší mužský herecký výkon: Zsolt Anger – Pátrání / The Investigator / A nyomozó (režie Attila Gigor, Maďarsko, Švédsko, Irsko, 2008)

#### 11. ročník
- GRAND PRIX za nejlepší film: A Bůh odešel / The Day God Walked Away / Le jour où Dieu est parti en voyage (režie Philippe Van Leeuw, Belgie, Francie, 2009)
- Cena pro nejlepšího režiséra: Kamen Kalev – Hrát svou hru / Eastern Plays (režie Kamen Kalev, Bulharsko, Švédsko, 2009)
- Cena za nejlepší ženský herecký výkon: Ruth Nirere – A Bůh odešel
- Cena za nejlepší mužský herecký výkon: Christo Christov – Hrát svou hru

#### 12. ročník
- GRAND PRIX za nejlepší film: Čtyřikrát / The Four Times / Le quattro volte (režie Michelangelo Frammartino, Itálie, Německo, Švýcarsko 2010)
- Cena pro nejlepšího režiséra:
  - Dragomir Sholev – Úkryt / Shelter / Подслон (Bulharsko, 2010)
  - Constantine Popescu – Portrét mladého bojovníka / Portrait of the Fighter As A Young Man
- Cena za nejlepší ženský herecký výkon: Charlotte Gainsbourg – Strom (film) / The Tree / L'arbre (režie Julie Bertucelli, Francie, Austrálie 2010)
- Cena za nejlepší mužský herecký výkon: Robert Naylor – 10½ (režie Daniel Grou, Kanada, 2010)

#### 13. ročník (2011)
- GRAND PRIX za nejlepší film: Akáty / Las Acacias (režie Pablo Giorgelli, Argentina, Španělsko 2011)
- Cena pro nejlepšího režiséra: Vincent Garenq – Obviněný (film) / Guilty / Présumé coupable (Francie, 2011)
- Cena za nejlepší ženský herecký výkon: Iben Hjejle – Stockholm East / Stockholm Östra (režie Simon Kaijser, Švédsko, 2011)
- Cena za nejlepší mužský herecký výkon: Ivan Trojan – Viditelný svět / Visible World (režie Peter Krištúfek, Slovensko, 2011)
- Cena FIPRESCI: Agáty / Las Acacias (režie Pablo Giorgelli, Argentina, Španělsko 2011)
- Cena studentské poroty: 17 děvčat / 17 filles režie (Delphine a Muriel Coulin, Francie, 2011)
- Cena Unicredit bank za divácky nejúspěšnější slovenský film:
  - Prach a lesk / Dust and Glitter (režie Michaela Čopíková, Slovensko, 2011)
  - Dům (režie Zuzana Liová, Slovensko, 2011)
- Cena za nejlepší dokumentární film: Noční strážník / El Velador / The Night Watchman (režie Natalia Almada, Mexiko, USA, 2011)
- Cena za nejlepší krátký film: Neděle / Dimanches / Sundays (režie Valéry Rosier, Belgie, 2011)

#### 14. ročník (2012)
- GRAND PRIX za nejlepší film: La Sirga (režie Wiliam Vega, Kolumbia, Francie, Mexiko 2012)
- Cena pro nejlepšího režiséra: Jan Ole Gerster – Ty kokso / Oh Boy (Německo, 2012)
- Cena za nejlepší ženský herecký výkon: Rivka Gur – Epilog / Hayuta ve Berl (režie Amir Manor, Izrael, 2012)
- Cena za nejlepší mužský herecký výkon: Yosef Carmon – Epilog / Hayuta ve Berl (režie Amir Manor, Izrael, 2012)
- Cena FIPRESCI: Ty kokso / Oh Boy (režie Jan Ole Gerster, Německo, 2012)
- Cena FEDEORA:
  - Ty kokso / Oh Boy (režie Jan Ole Gerster, Německo, 2012)
  - Epilog / Hayuta ve Berl (režie Amir Manor Izrael, 2012)
  - Ve stínu / Dans L’ombre / In The Shadow (Francie, 2012)
- Cena studentské poroty: Epilog / Hayuta ve Berl (režie Amir Manor)
- Cena Unicredit bank za nejlepší slovenský celovečerní film: Až do mesta Aš / Made in Ash (režie: Iveta Grófová, ČR, SR, 2012)
- Cena za nejlepší dokumentární film: Poslední záchranka v Sofii / Poslednata lineika na Sofia (režie Ilian Metev, Bulharsko, Německo, Chorvatsko, 2012)
- Cena za nejlepší krátky film: Malody (režie Philip Barker, Kanada 2012)
- Zvláštní uznaní poroty krátkých filmů: Dinosauří vejce v pokoji / Ovos de dinossauro na sala de estar (režie Rafael Urban, Brazílie, 2011)

#### 15. ročník (2013)
- GRAND PRIX za nejlepší film: Třídní nepřítel / Razredni sovražnik / Class Enemy (režie Rok Biček, Slovinsko, 2013)
- Cena pro nejlepšího režiséra:
  - Bobo Jelčić – Obrana a ochrana / Obrana i zaštita / A Stranger (Chorvatsko, Bosna a Hercegovina, 2013)
  - Jurij Bykov – Major / The Major (Rusko, 2013)
- Cena za nejlepší ženský herecký výkon: Anna Odell – Setkání / Ǻterträffen / The Reunion (režie Anna Odell, Švédsko, 2013)
- Cena za nejlepší mužský herecký výkon: Igor Samobor – Třídní nepřítel / Razredni sovražnik / Class Enemy (režie Rok Biček, Slovinsko, 2013)
- Cena FIPRESCI: Třídní nepřítel / Razredni sovražnik / Class Enemy (režie Rok Biček, Slovinsko, 2013)
- Cena studentské poroty: Setkání / Ǻterträffen / The Reunion (režie Anna Odell, Švédsko, 2013)
- Cena za nejlepší dokumentární film: Rodinné příběhy / Stories We Tell (režie Sarah Polley, Kanada, 2012)
- Cena za nejlepší krátký film: Zvířata, co jsem zabil loni v létě / Djur jag dödade förra sommaren / Animals I Killed Last Summer (režie Gustav Danielsson, Švédsko, 2012)

#### 16. ročník (2014)
- GRAND PRIX za nejlepší film: Party Girl (režie Marie Amachoukeli, Claire Burger, Samuel Theis, Francie, 2014)
- Cena pro nejlepšího režiséra: Nguyen Hoang Diep – Od ničeho k ničemu / Dap Cánh Giua Không Trung / Flapping in the Middle of Nowhere (Vietnam, Francie, Norsko, Německo, 2014)
- Cena za nejlepší ženský herecký výkon: Angélique Litzenburger – Party Girl (režie Marie Amachoukeli, Claire Burger, Samuel Theis, Francie, 2014)
- Cena za nejlepší mužský herecký výkon: Fabrício Boliveira – Brazilský Western/ Faroeste Caboclo / Brazilian Western (režie René Sampaio, Brazílie, 2013)
- Cena FIPRESCI: Jsem tvoje / Jeg er din / I am yours (režie Iram Haq, Norsko, 2013)
- Cena studentské poroty: Party Girl (režie Marie Amachoukeli, Claire Burger, Samuel Theis, Francie, 2014)
- Cena za nejlepší dokumentární film: Všecko není vigilie / No todo es vigilia / Not All Is Vigil (režie Hermes Paralluelo, Španělsko, Kolumbie, 2014)
- Zvláštní uznaní dokumentární poroty: 15 světových stran /15 stron swiata / 15 Corners of the World (režie Zuzanna Solakiewicz, Polsko, Německo, 2014)
- Cena za nejlepší krátký film: Milion mil daleko / A Million Miles Away (režie Jennifer Reeder, USA, 2014)
- Zvláštní uznání poroty krátkých filmů: Hranice vytrvalosti / Granice wytrzymałości / Rollercoaster (režie Marek Marlikowski, Poľsko, 2013)

## Mezinárodní soutěž dokumentárních filmů

### 11. ročník
- Cena za nejlepší dokumentární film: Petice / Petition (režie Zhao Liang, Francie, Čína, 2009)

### 12. ročník
- Cena za nejlepší dokumentární film: Familia (režie Mikael Wistro, Švédsko, 2010)

### 13. ročník
- Cena za nejlepší dokumentární film: Noční strážník / El Velador / The Night Watchman (režie Natalia Almada, Mexiko, USA, 2011)

## Mezinárodní soutěž krátkých filmů

### 11. ročník
- Cena za nejlepší krátký film: Rita (režie Antonio Piazza a Fabio Grassadonia, Itálie, 2009)

### 12. ročník
- Cena za nejlepší krátký film: Jak se sbírá lesní ovoce (režie Elina Talvensaari, Finsko, 2010)

### 13. ročník
- Cena za nejlepší krátký film: Neděle / Dimanches / Sundays (režie Valéry Rosier, Belgie, 2011)

## Nesoutěžní sekce
| Ročník | Sekce zaměřené na národní kinematografie                     | Sekce zaměřené na slovenský (a český) film | Sekce zaměřené na osobnosti                                                     | Ostatní sekce | Krátkometrážní filmy a Videofilmy            |
| ------ | ------------------------------------------------------------ | ------------------------------------------ | ------------------------------------------------------------------------------- | --- | -------------------------------------------- |
| 1.     | Evropský film                                                | (Ne)zapomenuté debuty slovenských tvůrců   | Alfred Hitchcock                                                                | Nezávislé kino Volná zóna: Road Movies na přelomu tisíciletí Premiéry Mimo oficiálních sekcí                                                                                                   |                                              |
| 2.     | Evropský film Zoom: Filipínský film V4 koprodukční filmy     |                                            | Profil: Mika Kaurismäki                                                         | Nezávislé kino Volná zóna: Zvláštní formy erotiky Premiéry |                                              |
| 3.     | Evropský film Zoom: Argentinský film Zoom: Kanadský film     |                                            | Profil: Johan van der Keuken                                                    | Nezávislé kino Volná zóna: Pod sukněmi médií Premiéry Mikuláš Mimo sekcí |                                              |
| 4.     | Evropský film Zoom: Mexický film Focus: Nové německé kino    |                                            | Profil: Roger Corman                                                            | Nezávislé kino Volná zóna: Road Movies na přelomu tisíciletí Premiéry Special Screenings Mikuláš                                                                                               |                                              |
| 5.     | Evropský film Zoom: Norský film Focus: Japonské kino speciál | Slovenské a české filmy 2002–2003          |                                                                                 | Proti proudu Volná zóna: Love Stories Premiéry Focus: Film a hudba – videoklipy od Lynche po Šulíka Velkoformátový film Nashledanou v klubu, přátelé!: ASFK 1993–2003 Mikuláš Zvláštní uvedení | Krátkometrážní filmy Best of the Best Shorts |
| 6.     | Made in Europe Zoom: Islandský film                          | Nové slovenské filmy                       |                                                                                 | Proti proudu Volná zóna: Mládí bez limitů Premiéry Focus: Film a hudba II. – Herci, filmy a Chris Cunningham Mikuláš Zvláštní uvedení                                                          | Krátkometrážní filmy                         |
| 7.     | Made in Europe Focus: I ♥ UK                                 | Slovenské filmy 2005                       |                                                                                 | Proti proudu Volná zóna: Making Money Světový čas Národní hity Focus: Film a hudba III.-Legendy a klipy Mikuláš Zvláštní uvedení                                                               | Azyl – krátkometrážní tvorba                 |
| 8.     | Made in Europe                                               | Slovenské filmy 2006                       | Profil: Michael Winterbottom                                                    | Proti proudu Světový čas Národní hity Focus: Jiný Balkán Mikuláš: dětské filmy Zvláštní uvedení                                                                                                | Azyl – krátkometrážní tvorba                 |
| 9.     | Made in Europe                                               | Slovenské filmy 2007                       | Retrospektiva: Ulrich Seidl                                                     | Proti proudu Světový čas Volná zóna: British Queer Cinema Focus: London Calling Zvláštní uvedení                                                                                               | Azyl – krátkometrážní tvorba Videoart        |
| 10.    | Made in Europe                                               | Slovenské filmy 2008                       |                                                                                 | Proti proudu Světový čas Focus: Hudba a film Zvláštní uvedení | Azyl – krátkometrážní tvorba Videoart        |
| 11.    | Toto je Brazílie                                             | Made in Slovakia                           | Profily: Hiam Abbass, Karen Shakhnazarov, Jonathan Nossiter                     | Proti proudu Zlatá panorama Panorama speciál Otázka chuti |                                              |
| 12.    |                                                              | Made in Slovakia                           | Master Jan Švankmajer Profily: Kornél Mundruczó, Raphaël Nadjari, Pablo Trapero | Proti proudu Zlatá panorama Tu a tam Speciál Všichni na pláž! Zlí chlapi spí dobře |                                              |
| 13.    |                                                              | Made in Slovakia                           | Pocta: Eduard Grečner, Pavel Branko                                             | Panorama Příběhy Proti proudu Antidepresiva Červené westerny | Azyl – krátké filmy                          |
| 14.    |                                                              | Made in Slovakia                           | Pocta – Goran Paskaljević Zvláštne uvedenie – Slovenskí fotografi               | Panoráma Proti prúdu Príbehy Antidepresíva Goya Awards – 25. výročie | Azyl                                         |
| 15.    | Focus – Izraelský film                                       | Made in Slovakia                           | Pocta – Bille August                                                            | Panoráma Proti prúdu Príbehy – filmy životnej sily Zvláštne uvedenie | Azyl – krátke filmy                          |
| 16.    | Focus: Hongkong                                              | Made in Slovakia                           | Pocta – Ivan Palúch Pocta – Theodor Pištek                                      | Panoráma Panoráma Špeciál Cena LUX Proti proudu Příběhy: Filmy životnej sily Zvláštní představení Hrané filmy – mimo soutěž Dokumentární filmy – mimo soutěž                                   | Krátké filmy – mimo soutěž                   |

## Termíny a místa konání
| Ročník | Rok  | Termín                      | Místo konání                                                                          |
| ------ | ---- | --------------------------- | ------------------------------------------------------------------------------------- |
| 1.     | 1999 | 30. listopad – 8. prosinec  | Bratislava (Istropolis)                                                               |
| 2.     | 2000 | 1. prosinec – 9. prosinec   | Bratislava (Istropolis, Ster Century Cinemas / Polus City Center)                     |
| 3.     | 2001 | 30. listopad – 8. prosinec  | Bratislava (Ster Century Cinemas / Polus City Center, DK Zrkadlový háj, kino Mladosť) |
| 4.     | 2002 | 29. listopad – 7. prosinec  | Bratislava (Ster Century Cinemas / Polus City Center)                                 |
| 5.     | 2003 | 28. listopad – 6. prosinec  | Bratislava (Palace Cinemas / Aupark, kino Orange IMAX)                                |
| 6.     | 2004 | 3. prosinec – 11. prosinec  | Bratislava (Palace Cinemas / Aupark)                                                  |
| 7.     | 2005 | 2. prosinec – 10. prosinec  | Bratislava (Palace Cinemas / Aupark)                                                  |
| 8.     | 2006 | 1. prosinec – 9. prosinec   | Bratislava (Palace Cinemas / Aupark)                                                  |
| 9.     | 2007 | 30. listopad – 7. prosinec  | Bratislava (Palace Cinemas / Aupark)                                                  |
| 10.    | 2008 | 28. listopad – 5. prosinec  | Bratislava (Palace Cinemas / Aupark)                                                  |
| 10.    | 2008 | 30. listopad                | Košice (Cinemax)                                                                      |
| 10.    | 2008 | 4. prosinec                 | Banská Bystrica (Europa Cinemas)                                                      |
| 11.    | 2009 | 27. listopad – 4. prosinec  | Bratislava (Palace Cinemas / Aupark, kino Mladosť)                                    |
| 11.    | 2009 | 28. listopad – 30. listopad | Banská Bystrica (Europa Cinemas)                                                      |
| 11.    | 2009 | 1. prosinec – 3. prosinec   | Košice (Cinemax)                                                                      |
| 12.    | 2010 | 5. listopad – 11. listopad  | Bratislava (Palace Cinemas / Aupark, kino Mladosť, FK 35 mm, SNG)                     |
| 12.    | 2010 | 12. listopad – 14. listopad | Košice (FK Cinefil, kino Úsměv, Kasárna / Kulturpark)                                 |
| 12.    | 2010 | 15. listopad – 16. listopad | Banská Bystrica (Europa Cinemas)                                                      |
| 12.    | 2010 | 17. listopad – 18. listopad | Žilina (City Cinemas)                                                                 |
| 13.    | 2011 | 4. listopad – 9. listopad   | Bratislava (Cinema City /Eurovea, kino Mládí, SNG, kino Lumiére)                      |
| 13.    | 2011 | 10. listopad – 12. listopad | Festivalové dny, Banská Bystrica                                                      |